# 拉赫蒂足球俱乐部
拉赫蒂足球俱乐部（FC Lahti）是芬兰足球俱乐部，位于芬兰小城拉赫蒂。俱乐部成立于1996年，从1997年开始角逐职业联赛，1998赛季结束后球队得以晋级芬兰顶级足球联赛，现参加芬兰足球超级联赛。球队主场为拉赫蒂体育场。

## 著名球员
- 托马斯·哈帕拉
- 马尔科·克里斯塔
- 尼亚吉·库齐
- 佩卡·拉格布罗姆
- 亚里·利特马宁
- 佩特里·帕萨宁
- 米卡·瓦依莱宁
- 米切尔·斯拉乌塔
- 因德雷克·柴林斯基